# 岡崎恭裕
岡崎 恭裕（おかざき やすひろ、1987年1月10日 - ）は、福岡県出身の競艇選手。登録番号4296。身長172cm。血液型O型。94期。福岡支部所属。同期に今井貴士、中西裕子、小坂尚哉、古賀繁輝らがいる。

## 来歴
やまと競艇学校時代はリーグ戦勝率5.77（準優出6 優出2）の成績を残している。2004年5月8日、地元福岡競艇場にて開催された一般競走第2レースでデビュー（4着）。6月3日、福岡にてデビュー14走目で初勝利。2010年3月22日、平和島競艇場で行われたSG第45回総理大臣杯では初優出を果たした（結果は2着）。同年の笹川賞では、5月29日の準優勝戦で3着ながらも、1着だった白井英治の待機行動違反によりSG2節連続で優出する。翌30日の優勝戦では、6号艇で本番は5コースからコンマ07のスタートから一気に追い上げ、SG初優勝を果たした。準優勝の3着者によるSG制覇は史上初の快挙。その後2010年の賞金王決定戦で優出（5着）して2011年のSG優先出場権を獲得した。2011年のMB記念優勝戦で出畑孝典選手と共にフライングを犯してしまい、2012年の同大会までSG競走の出場権が剥奪された（GI・GIIもフライング休み後6か月除外も併科、直後の全日本選手権競走は出場が取消で優先出場権も無効になった）。2017年3月29日、江戸川競艇場において開催されたダイヤモンドカップの優勝戦にて、4コースからカドまくりを決めて初のGIを獲得（優出13回目）。
通算優勝回数は54回（2022年11月18日現在）

## SG・GI・GIIタイトル

### SG
- 第37回笹川賞（2010年・浜名湖競艇場）

### GI
- ダイヤモンドカップ（2017年・江戸川競艇場）
- 唐津65周年（2018年・唐津競艇場）
- 鳴門67周年（2020年・鳴門競艇場）
- 福岡ダイヤモンドカップ（2022年・福岡競艇場）

### GII
- 第22回競艇祭（2018年・大村競艇場）